# Nationale Vijfkampkruis van de Nederlandse Sport Federatie
Das Nationale Vijfkampkruis NOC*NSF (deutsch Nationales Fünfkampfkreuz) ist eine von der niederländischen Regierung anerkannte Auszeichnung für körperliche Leistung, die für Erfolge im Militärischen Fünfkampf und im Modernen Fünfkampf vergeben wird.

## Geschichte
Die Auszeichnung wurde 1931 vom Niederländischen Olympischen Komitee (NOC) als Militärisches Fünfkampfkreuz gestiftet. Leistungen im Militärischen Fünfkampf konnten rückwirkend bis 1916 ausgezeichnet werden. Von 1935 bis 2005 wurde die Auszeichnung als Nationales Fünfkampfkreuz in verschiedenen Ausführungen vergeben. Seit 2006 existiert das Nationale Vijfkampkruis NOC*NSF in drei verschiedenen Ausfertigungen:
- Militärischer Fünfkampf (niederländisch Militaire Vijfkamp)
- Moderner Fünfkampf (niederländisch Olympische Moderne Vijfkamp)
- Moderner Fünfkampf Masters (niederländisch Moderne Vijfkamp 30+/Masters)

## Disziplinen
Die aktuellen Anforderungen basieren auf den Regeln der Union Internationale de Pentathlon Moderne (UIPM) für Modernen Fünfkampf (Pistolenschießen, Degenfechten, Schwimmen, Springreiten und Querfeldeinlauf) bzw. denen des militärischen Fünfkampfs (Schießen, Hindernislauf, Hindernisschwimmen, Zielwerfen und Geländelauf).
Es werden jedoch Modifikationen vorgenommen, um die Leistungen zu definieren, die für die Auszeichnung erreicht werden müssen. Von 1935 bis 2008 war Weitwurf auch als Teildisziplin möglich; von 1935 bis 1967 konnte auch eine Geländefahrt mit dem Motorrad absolviert werden.

## Gestaltung
Die erste Ausführung ab 1931 bestand aus einem silbernen griechischen Kreuz mit blau emaillierten Kreuzarmen. Auf dem silbernen Medaillon in der Mitte des Kreuzes war ein griechischer Athlet mit Lorbeerkranz abgebildet. 1959 wurde dieser durch den dem Löwen aus dem Wappen der Niederlande mit der umlaufenden Inschrift NATIONALE VIJFKAMP NOC*NSF ersetzt.
Von 1931 bis 1936 hing das Kreuz an einem einfarbig blauen Band – so wie die Vaardigheidsmedaille van de Nederlandse Sport Federatie. Seit 1937 wird das blaue Band mittig von einem schmalen weißen Streifen geteilt. Die Ausführung für den militärischen Fünfkampf ist seitdem ohne Auflage. Bei der Ausführung für die Masters-Altersstufe beim Modernen Fünfkampf wird seit 2006 auf dem Band ein silberner Lorbeerkranz und beim regulären Modernen Fünfkampf ein goldener Lorbeerkranz angebracht.
Bei weiteren Wiederholungen werden verschiedenfarbige Lorbeerkränze oder (römische bzw. arabische) Zahlen auf dem Band angebracht.

## Trageweise
Soldaten der Niederländischen Streitkräfte und andere Uniform tragende Organisationen dürfen das Nationale Vijfkampkruis als Bandschnalle tragen.